# 蔡厝港坟场
蔡厝港坟场（英語：Choa Chu Kang Cemetery / Chua Chu Kang Cemetery）是新加坡最大的国营坟场，1947年首次开放，占地318英亩（1.29平方公里）。
坟场位于新加坡西部，紧邻登加空军基地，在旧蔡厝港路、林厝港路和惹兰峇哈的交汇处，由华人、基督教、阿赫迈底亚教徒、回教徒、帕西人、巴哈伊教徒、犹太教徒、印度教所属的坟地和大小不一的草坪组成。它是新加坡目前唯一仍在运营的土葬墓地。在其场地内还有几个骨灰安置所，包括国营的蔡厝港骨灰甕安置所和两个私立安置所，即纪念花园（英語：The Garden of Remembrance）、一个基督教骨灰安置所和佛教的极乐纪念公园（英語：Ji Le Memorial Park）。坟场范围内还设有一座名为“蔡厝港清心园”（英語：Garden of Peace）的骨灰撒土园。

## 历史
1947年，蔡厝港坟场正式启用。
1998年，蔡厝港坟场内的所有坟墓的埋葬期都限制在15年之内，到期的坟墓将被起坟。
2005年12月，应国家发展需求，蔡厝港坟场在展开起坟计划后，第1期的起坟计划完成。
2008年3月，第2A期的起坟计划完成。
2010年6月，第3期的起坟计划完成。
2010年12月，第2B期的起坟计划完成。
2014年9月，第4期的起坟计划完成。
2017年7月18日，国家发展部、国家环境局以及新加坡土地管理局宣布，为扩建登加空军基地，政府将征用周边的土地，蔡厝港坟场的4万5500个华人坟墓和3万5000个回教坟墓需要迁坟。
2021年5月17日，蔡厝港坟场内的陆地骨灰撒土园“蔡厝港清心园”正式开放使用。清心园是新加坡首个骨灰撒土园，开放给所有宗教人士使用，让国人把逝者骨灰撒在陆地上。园内开辟了多条小径作为行人道和骨灰撒土用途，小径表面铺设卵石，以让骨灰自然渗入土壤里。

## 地标

### 华族殉难义士纪念碑
二战日据时期，在新加坡沦陷后的第二天，日军开始大举在武吉知马的竹仔巷（现华侨中学后面的南利园一带）持续屠杀村民和在那里避难的华人数日，约2000多人遇难。1960年代初期，新加坡多处曾发现日据时期死难者的乱葬岗，掀起了要求日本政府偿还“血债”的运动。
1962年秋，公众在福荣山坟场建立“华族殉难义士纪念碑”。因“星洲武吉知马区五个半石竹仔巷”需重新发展，华社发动死难者遗骸的清理工作，将竹仔巷的村民集中葬于此。
1995年，政府征用福荣山。1996年12月，“华族殉难义士纪念碑”和这些遗骸被迁移，并原样出现在蔡厝港华人坟场。
2017年，因土地使用年限期满，竹仔巷死难者公墓必须再次起坟，迁至蔡厝港富贵山庄旁的空地安葬，新公墓占地约25平方米。

## 起坟
由于新加坡土地资源有限，随着国家发展的需要，政府多年来多次征用蔡厝港坟场的土地，使其规模逐年缩小。
|        | 完成时间   | 下葬年份            | 受影响的坟场        |
| ------ | ---------- | ------------------- | ------------------- |
| 第1期  | 2005年12月 | 1947-1961 1946-1953 | 华人坟场 兴都教坟场 |
| 第2A期 | 2008年3月  | 1954-1971           | 华人坟场            |
| 第2B期 | 2010年12月 | 1973-1980           | 回教坟场            |
| 第3期  | 2010年6月  | 1968-1978           | 华人坟场            |
| 第4期  | 2014年9月  | 1980-1986           | 回教坟场            |
| 第5期  |            | 1947-1975           | 华人坟场 回教坟场   |
| 第6期  |            | 1984-2000           | 回教坟场            |
| 第7期  |            | 1955-1999           | 华人坟场            |
| 第7A期 |            | 1992-2013           | 华人坟场            |

## 灵异传闻
蔡厝港坟场亦有几条流传于新加坡民间的灵异传闻。本地的德士司机经常表示遇到深夜要求去墓地的乘客，一旦司机靠近下车地点，他们就会“凭空消失”；也有人表示自己深夜开车经过墓地时看到过一个白色的身影。

## 交通
巴士：SMRT经营的172路和975路巴士每天都会经停蔡厝港坟场，而新捷运的405路巴士是唯一只在特殊节日期间进入坟场的巴士服务。